# Hollywood Homicide
Hollywood Homicide (br: Divisão de homicídios / pt: Homicídio em Hollywood) é um filme estadunidense de 2003, do gênero policial, dirigido por Ron Shelton.

## Sinopse
Dois policiais que trabalham juntos e, fora do trabalho, fazem serviços extras, precisam investigar o assassinato de um cantor de rap, com isso passam a ter acesso à indústria musical, onde surge a oportunidade de alcançarem o sucesso.

## Elenco
- Harrison Ford .... Joe Gavilan
- Josh Hartnett .... Kasey Calden
- Lena Olin .... Ruby
- Bruce Greenwood .... Tenente Bernie Macko
- Isaiah Washington .... Antoine Sartain
- Lolita Davidovich .... Cleo Ricard
- Keith David .... Leon
- Master P .... Julius Armas
- Dwight Yoakam .... Leroy Wasley
- Martin Landau .... Jerry Duran
- Lou Diamond Phillips .... Wanda
- Gladys Knight .... Olivia Robidoux
- Meredith Scott Lynn .... Detetive Jackson
- Tom Todoroff .... Detetive Zino
- James MacDonald .... Danny Broome
- Kurupt .... K-Ro
- Alan Dale .... Comandante Preston
- Frank Sinatra Jr. .... Marty Wheeler
- Eric Idle .... Celebridade
- Robert Wagner .... Robert Wagner
- Butch Cassidy .... Butch Cassidy
- Jennette McCurdy .... Amanda Simmons

## Recepção
O Metacritic, que usa uma média ponderada, atribuiu ao filme uma pontuação de 47 em 100, baseado em 36 críticos, indicando críticas "mistas ou médias".